# Ohrsleben
Ohrsleben is een plaats en voormalige gemeente in de Duitse deelstaat Saksen-Anhalt, en maakt deel uit van de Landkreis Börde. De toenmalige zelfstandige gemeente Ohrsleben werd op 1 januari 2005 geannexeerd door de gemeente Hötensleben.